# Los Vengadores unidos
Los Vengadores unidos (en inglés: Avengers Assemble) es una serie de dibujos animados estadounidense creada por Marvel Animation, basada en el equipo de superhéroes de Marvel Comics, Los Vengadores. La serie se estrenó el 7 de julio de 2013 por la cadena de televisión Disney XD en Estados Unidos. Ha sido diseñada para aprovechar el éxito de la adaptación cinematográfica de 2012 y sustituir a Los Vengadores: Los héroes más poderosos de la Tierra. Comparte multiverso con Hulk and the Agents of S.M.A.S.H., Ultimate Spider-Man y Guardians of the Galaxy.

## Sinopsis
Temporada 1: La Iniciativa
Años después de que los Vengadores se separaron, Tony Stark/Iron Man se enfrenta a Red Skull donde aparentemente mata al Capitán América al desintegrarlo. Tony reúne a Hawkeye, Thor, Hulk, Black Widow y a Falcón, el miembro más reciente, para detener a Red Skull y a su aliado, MODOK. Descubren que Red Skull quiere que MODOK le ayude a transferir su mente al cuerpo del Capitán América que aún está vivo debido a que fue teletransportado a un laboratorio de HYDRA en la antártica. Después de su derrota por un equipo de Vengadores reunidos, Red Skull toma la armadura de Iron Man para su sistema de soporte de vida, siendo llamado Iron Skull. Esto deja a Tony al borde de la muerte. Los Vengadores le consiguen a Stark una nueva armadura de Iron Man. Red Skull los ataca en su mansión. Red Skull es derrotado una vez más, pero la Mansión de los Vengadores se destruye durante la pelea. .
Para nivelar el campo de juego, Red Skull reúne a su equipo llamado, "La Camarilla". Hace transmisiones por invitación de Red Skull y se muestran de haber sido recibidos por Attuma, el Doctor Doom, y Drácula, a pesar de que sólo Attuma y Drácula acepten la invitación. Los Vengadores y S.H.I.E.L.D. interceptan la transmisión. Los Vengadores permanecen juntos para luchar contra la Camarilla. Para permanecer cerca uno del otro después de que la Mansión de los Vengadores explotó, establecieron su base en la Torre Stark. La Camarilla agrega más tarde la creación robot de Justin Hammer, Super-Adaptoide y a Hyperion a su equipo. Con la amenaza de la Camarilla, los Vengadores luchan en cada extremo, así como otras amenazas que vienen a la Tierra.
Temporada 2: Desunidos
Los Vengadores se enfrentan contra el amo de Red Skull llamado Thanos. Red Skull le dio el Tesseract a Thanos al final de la primera temporada. Thanos busca las Gemas del Infinito para alimentar su Guantelete del Infinito. Si bien, los Vengadores son capaces de derrotar a Thanos después de mucho trabajo duro, pero las gemas son dreandas de su poder por Ultron que amenaza con exterminar a la raza humana después de poseer el cuerpo del Arsenal. Después de los Vengadores en última instancia de derrotar a Ultron, Ant-Man se convierte en un nuevo miembro del equipo. Hacia el final de la segunda temporada, Thanos logra escapar de una cárcel galáctica que estaba destinado a contenerlo con la ayuda del Orden Negro. El Orden Negro consisten en Ebony Maw, Corvus Glaive, Black Dwarf, Proxima Midnight y Supergiant. Thanos hace un último intento de derrotar a los Vengadores. Con la ayuda de la gente de la Tierra, los Vengadores son capaces de derrotar a Thanos y el Orden Negro. En la secuela, el Capitán América y Iron Man planean hacer de la Tierra un "Mundo de Vengadores" mediante la contratación de otros héroes.
También hay una sub-trama que detalla la llegada del Escuadrón Supremo, el antiguo equipo de Hyperion, que también consiste en Nighthawk, Princesa Poder, Doctor Spectrum y Speed Demon. Mientras Hyperion sirvió como el "martillo" para el Escuadrón Supremo, Nighthawk sirvió como el "arquitecto" del equipo. Cree que han muerto cuando su viejo planeta explotó, llegan a la Tierra en un intento de conquistar con Hyperion volver a unirse a su equipo cuando se entere de su supervivencia. El Escuadrón Supremo tiene planes para convertirse en los superhéroes de la Tierra y salvar el mundo a su manera. Su plan se pone en movimiento, donde hacen diferentes parcelas en su batalla con los Vengadores. Esto conduce a la restauración del sexto miembro del Escuadrón Supremo llamado Nuke. Después de pasar a la clandestinidad, los Vengadores se las arreglan para derrotar al Escuadrón Supremo, esperando a que los miembros del Escuadrón Supremo se dividan por la regla de los continentes del planeta. Los Vengadores lanzan un ataque por sorpresa y el Escuadrón Supremo cae uno a uno en la trampa. Nighthawk está desesperado por ganar. Él trata de hacer estallar el planeta por tener a Hyperion de absorber los poderes de Nuke y destruir el núcleo del planeta. Nighthawk intenta huir para encontrar otro planeta. Iron Man derrota a Nighthawk. El resto de los Vengadores detienen a Hyperion de volar la Tierra. El Escuadrón Supremo está preso en una sección especial de la Bóveda.
Temporada 3: La Revolución de Ultron:
Los Vengadores se ven obligados a cancelar sus planes de expansión y Ant-Man regresa a trabajar solo, debido a una falta de amenazas globales. Después de tratar con A.I.M., por el Científico Supremo, los Vengadores se sorprenden cuando Ultron vuelve después de su aparente desaparición y absorbe la tecnología del Super-Adaptoide de A.I.M. y el metal desconocido del espacio utilizado para hacer los adaptoides. Ahora Ultron está buscando venganza sobre los Vengadores para frustrar sus planes con el poder de las Gemas del Infinito, mientras continuaba con sus planes para reemplazar la humanidad con los robots. Una parcela para eliminar la humanidad involucrado el ataque a los Inhumanos en la ciudad de Attilan donde tenía previsto utilizar a Black Bolt para alimentar su cañón que terminó con Black Widow y Hulk de tirar la niebla Terrigena en el cañón que resulta en algunos de los seres humanos que son descendientes de los Inhumanos de someterse a la Terrigenesis, incluyendo a Inferno y la fan de superhéroes, Kamala Khan que obtiene poderes que cambian de forma mientras está tomando el manto de Ms. Marvel. Black Bolt y sus compañeros de la familia real Inhumanos: Medusa, Karnak, Gorgon y Lockjaw trabajan para encontrar a los Inhumanos surgidos recientemente.
Detalles de una trama secundaria, el Barón Helmut Zemo, hijo del Barón Heinrich Zemo, némesis del Capitán América, va en la búsqueda de un vial de trabajo del suero de Super-Soldado y lo utiliza en sí mismo para ganar la juventud y la fuerza para enfrentar a los Vengadores y destruirlos con el fin de vengar la muerte de su padre. Luego se recluta a los Maestros del Mal (que consta de Escarabajo, Goliat, Screaming Mimi, Fixer y Moonstone) y roba un dispositivo de Industrias Stark llamado el estabilizador de inversión, que les permite hacerse pasar por los Thunderbolts (con Zemo bajo el alias de Ciudadano V mientras que cada uno de los Maestros del mal anteriormente convertidos en MACH-IV, Atlas, Songbird, Techno y Meteorite respectivamente) en una parcela de socavar los Vengadores. Pero después de haber sido salvados de la muerte por Hawkeye durante el robo y ver lo que se siente ser un héroe, Songbird convence al resto del equipo para detener Zemo. Juntos, los Vengadores y los Thunderbolts exponen a Zemo y es derrotado.
Los Vengadores también debe lidiar con Kang el Conquistador cuando llega en el presente después de su breve lucha contra Iron Man en su tiempo y el descubrimiento de que algunos agentes de A.I.M. han estado utilizando su tecnología para mejorar un poco de engranaje de supervillano como hicieron con Whiplash y Spymaster. Cuando la mayor parte de los Vengadores siguen a Kang el Conquistador de regreso a su vez, los Vengadores hacen equipo con un anciano Thor, una futura Black Widow nombrada Layla, y un grupo de rebeldes con el fin de luchar contra las fuerzas de Kang el Conquistador.
Cuando el Presidente firma la Ley de Nuevos Poderes, los Vengadores se dan con Truman Marsh como su enlace gubernamental en la que incluso de reemplazar a Hulk con Hulk Rojo hasta que el incidente del Líder le aumenta con gamma, lo suficiente para volver Hulk.
A medida que los Vengadores se disocian con Truman Marsh durante la Ley de Registros de Inhumanos que consiste en discos de inscripción que se les implantan, Truman Marsh ensambla a Hulk Rojo, Pantera Negra, Songbird, Ant-Man,  Capitána Marvel, Ms. Marvel y Visión como los Poderosos Vengadores. La lucha de superhéroes dura cuando los Inhumanos, Karnak, Gorgon, Inferno, Haechi, Flint, Iso y Ms. Marvel consiguen en sus mentes controladas a través de los discos de Ultron haciéndose pasar por Truman Marsh ya que comienza la Revolución de Ultron. Cuando los Inhumanos se liberan del control mental, Ultron planea recolectar la radiación a "desinfectar" la Tierra de toda vida humana. Con la ayuda del Doctor Extraño en el momento cuando Ultron toma el control del cuerpo de Iron Man, los Vengadores fueron capaces de enviar a Iron Man en otra dimensión hasta que puedan encontrar una manera de sacar a Ultron afuera. Al final, como su Torre fue destruida, usan una instalación abandonada de S.H.I.E.L.D., los Vengadores operan desde allí, como Falcon establece una frecuencia inter-dimensional para Tony Stark en hablar con ellos a través.
Temporada 4: Guerras Secretas
Cuando se forma una nueva versión de la Camarilla (compuesta por Líder, Arnim Zola, Encantadora, Skurge y Kang el Conquistador), Líder planea dispersar a los Vengadores cautivos a través del tiempo y el espacio con su dispositivo Expansor Estático. Pantera Negra forma los Nuevos Vengadores para rescatarlos, que consiste en Ant-Man, Capitana Marvel, Ms. Marvel, Visión y Avispa. Aunque Líder es derrotado, Encatadora y Arnim Zola revelan que Líder no es el verdadero líder de la Camarilla, ya que activan la seguridad a prueba de fallas que hace que Expansor Estático envíe a los Vengadores cautivos a través del tiempo y el espacio. Antes de desaparecer, el Capitán América instruye al grupo de Pantera Negra a continuar en su lugar hasta que puedan ser encontrados y traídos a casa. Los Nuevos Vengadores trabajan para encontrar una forma de traer a los miembros de los Vengadores a casa mientras combaten varias amenazas en su lugar. Después de que Jane Foster encuentra dónde se encuentra cada uno de los Vengadores, ella proporciona las pulseras de atadura especiales de los Nuevos Vengadores para rescatar a los Vengadores del lugar donde está supervisando la Camarilla. Visión y Avispa descubren que Falcon había pasado unos años en un futuro distópico para ayudar a Kang a detener un agujero negro, Ant-Man ayuda a Capitán América, Hawkeye y Black Widow a escapar de la Dimension Z, Pantera Negra y Hulk logran sobrevivir a una cacería en el desierto de Asgard, y la Capitána Marvel y Ms. Marvel ayudan a liberar a Thor del control de la Encantadora sobre un asteroide helado. Después, ambos equipos regresan a la Tierra para descubrir que el verdadero líder de la Camarilla, Loki se ha apoderado de la Tierra con el Cofre de los Inviernos Antiguos, así como el uso de un ejército de Trolls de Escarcha y las naves del World Breaker que destruirán la Tierra con su señal. Ambos equipos de Vengadores derrotan a Loki y lo encarcelan en su base mientras promete que sus planes no han terminado.

## Desarrollo
Jeph Loeb, director de televisión de Marvel y productor de la serie, dijo que la serie pretende hacerse con el tono y el estilo de la película del 2012. La serie contará con una combinación de 2D y animación CGI. Avengers Assemble se cree que es visto como una continuación de Los Vengadores: Los héroes más poderosos del planeta,no ha sido del todo confirmado, más en la trama de “vengadores unidos” se dejan ver referencias y “flashbacks” ocurridas en la ya mencionada serie anterior de “los héroes más poderosos del planeta”. Además el director jamás a negado esta posibilidad en numerosas ocasiones que se la ha cuestionado. 
| Tony Stark y J.C.B.S./Iron Man / Fightron | Protagonistas      | Protagonistas      | Protagonistas      | Protagonistas      |                    |                    |
| Steve Rogers/Capitán América              | Protagonista       | Protagonista       | Protagonista       | Protagonista       |                    |                    |
| Thor                                      | Protagonista       | Protagonista       | Protagonista       | Protagonista       |                    |                    |
| Natasha Romanoff/Black Widow              | Protagonista       | Protagonista       | Protagonista       | Protagonista       |                    |                    |
| Bruce Banner/Hulk                         | Protagonista       | Protagonista       | Protagonista       | Protagonista       |                    |                    |
| Clint Barton/Hawkeye                      | Protagonista       | Protagonista       | Protagonista       | Protagonista       |                    |                    |
| Sam Wilson/Falcón                         | Protagonista       | Protagonista       | Protagonista       | Protagonista       |                    |                    |
| Scott Lang/Ant-Man                        | Aparición especial | Protagonista       | Protagonista       | Protagonista       |                    |                    |
| T'Challa/Black Panther                    |                    | Cameo              | Protagonista       | Protagonista       |                    |                    |
| Peter Quill/Star-Lord                     |                    | Cameo              | Protagonista       | Protagonista       |                    |                    |
| 89P13/Rocket Raccoon                      |                    | Cameo              | Protagonista       | Protagonista       |                    |                    |
| Peter Parker/Spider-Man                   |                    | Aparición especial |                    |                    |                    |                    |
| Carol Danvers/Capitana Marvel             |                    | Cameo              | Recurrente         | Protagonista       |                    |                    |
| Visión                                    |                    |                    | Recurrente         | Protagonista       |                    |                    |
| Gamora                                    |                    |                    | Protagonista       | Protagonista       |                    |                    |
| Groot                                     |                    |                    | Protagonista       | Protagonista       |                    |                    |
| Hope van Dyne/Wasp                        |                    |                    | Protagonista       | Protagonista       |                    |                    |
| Stephen Strange/Doctor Strange            |                    | Aparición Especial | Recurrente         | Protagonista       |                    |                    |
| Kamala Khan/Ms. Marvel                    |                    |                    | Recurrente         | Recurrente         |                    |                    |
| Jim Rhodes/Máquina de Guerra              | Aparición especial |                    |                    |                    |                    |                    |
| Villanos                                  |                    |                    |                    |                    |                    |                    |
| Red Skull                                 | Coprotagonista     | Recurrente         |                    | Aparición especial |                    |                    |
| Thanos                                    | Cameo              | Coprotagonista     |                    |                    |                    |                    |
| Loki                                      | Aparición especial | Aparición especial | Aparición especial | Coprotagonista     |                    |                    |
| Ultron                                    |                    | Recurrente         | Coprotagonista     |                    |                    |                    |
| Hiperión                                  | Recurrente         | Recurrente         |                    |                    |                    |                    |
| Beyonder                                  |                    |                    |                    | Coprotagonista     |                    |                    |
| Drácula                                   | Coprotagonista     |                    |                    | Aparición especial | Aparición especial | Aparición especial |
| Amora, la Encantadora                     |                    |                    |                    | Recurrente         |                    |                    |
| Kang el Conquistador                      |                    |                    | Aparición especial | Recurrente         |                    |                    |
| Otros personajes                          |                    |                    |                    |                    |                    |                    |
| Nick Fury                                 | Recurrente         | Recurrente         |                    |                    |                    |                    |
| The Winter Soldier                        |                    | Aparición especial | Aparición especial |                    |                    |                    |

## Personajes

### Reparto principal
- Laura Bailey – Black Widow,[1] Gamora (2nd tiempo),[2] Darkstar[3]
- Troy Baker – Hawkeye, Loki,[1] Doombot,[4] Guardián Rojo,[3] Nightmare Loki,[5] Whiplash,[6] Kraven el Cazador[7]
- James C. Mathis III – Pantera Negra,[8] Heimdall (2013-2015),[4] Flint[9]
- Adrian Pasdar – Iron Man (temporadas 1-3),[1] Bruto el Hombre Fuerte[10]
- Bumper Robinson – Falcon,[1] Cañón Humano[10]
- Roger Craig Smith – Capitán América,[1] Torgo,[11] Gran Gambonnos,[10] Grim Reaper,[12] J.O.E.Y.,[13] Hombre Radioactivo,[3] Nightmare Winter Soldier[5]
- Fred Tatasciore – Hulk/Bruce Banner,[1] Bola de Trueno,[14] Volstagg,[4] Ringmaster,[10] Crimson Dynamo,[3] Nightmare Ultron,[5] Black Bolt,[15] Crossbones[8]
- Travis Willingham – Thor,[1] Bulldozer,[14] Brok,[16] Trick Shot,[10] Hombre Creciente,[17] Viejo Thor,[18] Ejecutor[19]
- Mick Wingert – Iron Man (temporada 4-Presente),[20] Doctor Faustus[21]

### Voces adicionales
- Jonathan Adams - Hombre Absorbente (1st Tiempo)[22]
- Charlie Adler – MODOK[23]
- Ike Amadi - M'Baku[24]
- Hayley Atwell - Peggy Carter[21]
- René Auberjonois – Ebony Maw[25]
- Diedrich Bader - Maximus[26]
- Drake Bell – Spider-Man (2013-2015)[27]
- Bob Bergen – Soldado del Invierno[28]
- Gregg Berger - Hombre Absorbente (2nd Tiempo)
- J.B. Blanc – Mangog[29]
- Brian Bloom – Hyperion[30]
- Steven Blum - Kang el Conquistador[31]
- Dave Boat – Thing[27]
- Clancy Brown – Uatu el Vigilante,[12] Red Hulk,[32] Taskmaster
- Jesse Burch – Goliath/Atlas,[33] Bruce Banner (2nd Tiempo)[33]
- Corey Burton – Drácula,[34] Agamotto
- Greg Cipes - Iron Fist
- Cam Clarke – Martinete[14]
- Jack Coleman – Doctor Strange (1st Tiempo)[35]
- Stephen Collins – Howard Stark[12]
- Will Collyer – Tony Stark (edad 14 & 17)
- Chris Cox – Star-Lord (1st Tiempo)[36]
- Jim Cummings - Fantasma[37]
- Elizabeth Daily – Moonstone/Meteorite[38]
- Robbie Daymond – Bucky Barnes,[39] Spider-Man (2018)[40]
- Grey DeLisle - Carol Danvers / Capitana Marvel,[41] Morgan le Fay[42]
- Antony Del Rio - Dante Pertuz / Inferno[15]
- Trevor Devall – Rocket Raccoon (2nd Tiempo),[2] Ares,[43] Ulysses Klaue (2018-)[44]
- John DiMaggio – Demoledor,[30] Galactus[45]
- Dan Donahue - Attuma (2018-)[46]
- Robin Atkin Downes – Glorian,[27] Barón Strucker[47]
- Alastair Duncan - Buitre[40]
- Gideon Emery - Caballero Luna[48]
- Wynn Everett - Madame Máscara[49]
- Will Friedle – Star-Lord (2nd Tiempo),[2] Jeter Kan Too[25]
- Nika Futterman – Gamora (1st Tiempo)[36]
- Ralph Garman – Mojo[50]
- Grant George – Ant-Man (2013-2017)[51]
- Clare Grant – Titania[13]
- Seth Green – Rocket Raccoon (1st Tiempo)[52]
- Tania Gunadi - Iso[9]
- Todd Haberkorn - Haechi[9]

- Jennifer Hale – Freya,[53] Viernes,[33] Screaming Mimi/Songbird,[33] Gabby Talbott,[17] Layla[18]
- Mark Hamill - Arnim Zola[19]
- Mark C. Hanson – Beetle/MACH-IV,[17] Seeker[15]
- Brandon Hender – Tony Stark (edad 8 & 11)

- Danny Jacobs - Baron Heinrich Zemo (2nd Tiempo)[54]
- Jeremy Kent Jackson - X-Ray[32]

- Keston John - Killmonger[55]
- David Kaye – J.A.R.V.I.S.,[23] Visión,[56] Fantasmas del Espacio,[57] Hermano Sangre #1,[58] Corvus Glaive[25] Barón Heinrich Zemo (1st Tiempo),[39] Barón Helmut Zemo/Citizen V[39]
- Josh Keaton - Ant-Man (2017)[19]

- Tom Kenny – Hombre Imposible,[14] Torbellino[5]
- Kathreen Khavari - Ms. Marvel[37][59]
- Eric Ladin - Ironclad[32]
- Maurice LaMarche – Doctor Doom[60]
- Phil LaMarr – Doctor Spectrum,[61] Nuke,[62] Dormammu,[63] Barón Mordo
- Mela Lee - Princesa Zanda[64]
- Erica Lindbeck - Jane Foster[19]
- Chi McBride – Nick Fury[23]

- Daisy Lightfoot - Shuri (2nd Tiempo)[65]
- Yuri Lowenthal - Egghead[66]
- Erica Luttrell - Aneka de la Dora Milaje[8]

- Vanessa Marshall – Hela,[67] Medusa (4th Tiempo)[64]

- Matthew Mercer - Hércules,[43] Tiburón Tigre[65]
- Jim Meskimen – Arsenal,[68] Ultron,[69] A.I.M. Científico Supremo[33]

- Julie Nathanson - Black Widow/Crimson Widow/Yelena Belova[47]
- Nolan North - Gorgon[15]
- Liam O'Brien – Red Skull,[23] Hermano Sangre #2,[58] Doctor Strange (2nd Tiempo)[63]
- Scott Porter - Scott Porter[24]
- Kevin Michael Richardson – Ulik,[60] Groot,[52] Heimdall (2017)
- Roger Rose - Tadd McDodd[66]
- Anthony Ruivivar[70] – Nighthawk[71]
- Daryl Sabara – Aaron Reece: Hijo del Hombre Molécula[72]
- William Salyers - Truman Marsh[32]
- Charlie Schlatter - Howard Stark (joven)[21]
- Dwight Schultz – Attuma (2013-2018)[73]
- David Shaughnessy – Ulysses Klaue (2016)[74]
- Stephanie Sheh - Crystal[64]
- Kevin Shinick - Bruce Banner (3rd Tiempo)[42]
- J.K. Simmons – J. Jonah Jameson[75]

- Isaac C. Singleton, Jr. – Thanos[12]
- David Sobolov – Drax el Destructor[36]
- André Sogliuzzo – Igor Drenkov[76]
- Jason Spisak – Justin Hammer,[77] Speed Demon[61]
- Glenn Steinbaum - Vector[32]
- April Stewart – Lady Zartra,[78] Princesa Poder[61]
- Tara Strong - Typhoid Mary[79]
- Cree Summer – Darlene Wilson[80]
- Catherine Taber - Medusa (1st Tiempo),[15] Vapor[32]
- James Arnold Taylor - Líder[81]
- Oliver Vaquer - Karnak[15]
- Kari Wahlgren – Wasp,[19] Proxima Midnight[25]
- Hynden Walch – Princesa Python,[10] Supergiant[25]
- Rick D. Wasserman – Fixer/Techno[38]
- Steven Weber - Beyonder[48]
- Frank Welker – Odin[4]
- Fryda Wolff - Encantadora[19]
- Michael-Leon Wooley - Galen-Kor[41]

## Episodios
| Temporada | Temporada | Episodios | Estreno original         | Estreno original         | Estreno en Latinoamérica | Estreno en Latinoamérica |
| Temporada | Temporada | Episodios | inicio                   | final                    | inicio                   | final                    |
| --------- | --------- | --------- | ------------------------ | ------------------------ | ------------------------ | ------------------------ |
|           | 1         | 26        | 26 de mayo de 2013       | 25 de mayo de 2014       | 23 de noviembre de 2013  | 27 de septiembre de 2014 |
|           | 2         | 26        | 28 de septiembre de 2014 | 20 de septiembre de 2015 | 4 de abril de 2015       | 23 de enero de 2016      |
|           | 3         | 26        | 13 de marzo de 2016      | 28 de enero de 2017      | 9 de julio de 2016       | 22 de abril de 2017      |
|           | 4         | 25        | 17 de junio de 2017      | 11 de marzo de 2018      | 9 de septiembre de 2017  | 1 de septiembre de 2018  |
|           | 5         | 23        | 23 de septiembre de 2018 | 24 de febrero de 2019    | 29 de septiembre de 2018 | 26 de octubre de 2019    |

## Continuidad
La serie Los Vengadores unidos comparte continuidad y universo con las series con Hulk y los agentes de S.M.A.S.H., Ultimate Spider-Man y Guardians of the Galaxy.
A partir de la Quinta Temporada, "La misión de Pantera negra", comparte universo con la serie de 2017, Spider-Man de Marvel.